# 富増章成
富増 章成（とます あきなり、1960年 - ）は、日本の著作家。現・河合塾日本史科講師。
駿台予備学校で「倫理」「現代社会」講師を30年以上務める。

## 人物
わかりにくい哲学・歴史的概念を日常語でかみくだいて説明し、ジョークを交えるなどして、知識のステップアップを手助けするために授業や著作で活動している。 
フジテレビの番組『お厚いのがお好き?』で哲学監修を担当した。 
『空想哲学読本』などの語り口は、土屋賢二のユーモアエッセイなどにも通底するものである。 

## 経歴
中央大学文学部哲学科を卒業後、上智大学神学部にて学ぶ。

## 著作

### 大学入試参考書（日本史）
- 『トマスの日本史 C1000ダケヨ 日本史総合図解 年表と年号暗記法（新訂版）』
- 『フォーカス日本史B (センター試験 get 85)』 （水王舎, 2002年）
- 『システムセンター対策 日本史B「出る問」攻略』 （水王舎、2005年）

### 一般書（日本史）
- 『みるみるわかる日本史 ― 豊富な図解で歴史の流れが見えてくる』 （中経出版、1999年）

### 一般書（哲学）
- 『空想哲学読本』 （洋泉社、1999年） / 『空想哲学読本 ― アニメで読み解く、痛快哲学入門（宝島社文庫）』 （宝島社、2003年）
  - 第1章 ウルトラマンでアリストテレスがわかる
  - 第2章 セーラームーンでキリスト教哲学がわかる
  - 第3章 エヴァンゲリオンでデカルトがわかる
  - 第4章 ときめきメモリアルでカントがわかる
  - 第5章 ポケモンでヘーゲルがわかる
  - 第6章 ガンダムでニーチェがわかる
  - 第7章 巨人の星で東洋哲学がわかる
- 『空想哲学講義』 （洋泉社、2000年）
  - 第1章 超時空要塞マクロスでベルクソンがわかる
  - 第2章 電車でGO!で現象学がわかる
  - 第3章 タイムボカンでハイデガーがわかる
  - 第4章 アンパンマンでサルトルがわかる
  - 第5章 キューティーハニーで論理学がわかる
  - 第6章 天才バカボンでウィトゲンシュタインがわかる
  - 第7章 スケバン刑事3で密教がわかる
- 『もっと哲学がわかる 神秘学入門』 （洋泉社、2003年）
- 『賢者の思想がよくわかる本 西洋の思想家編』 （中経出版、2001年）
- 『東洋の賢者の思想がよくわかる本』（中経出版、2002年）
- 『哲学の小径 ― 世界は謎に満ちている！』（講談社、2003年）
- 『図解だから世界でいちばん分かりやすい哲学入門！』（洋泉社、2006年）  ISBN 4862480187
- 『マンガでわかる哲学入門』（洋泉社、2007年） ISBN 4862481280
- 『これならわかる！哲学入門 〈たとえ〉で学ぶプラトンからドゥルーズ、老荘思想まで』（PHP研究所、2008年）
- 『図解 名言で学ぶ! 哲学入門』（洋泉社）2008
- 『オッサンになる人、ならない人』（PHP新書）2010
- 『図解でわかる！ ニーチェの考え方』（中経の文庫）2011
- 『図解でよくわかる ニーチェの哲学』（中経出版）2011
- 『哲学者の言葉 いま必要な60の知恵』（角川ソフィア文庫）2011
- 『深夜の赤信号は渡っていいか？ いま使える哲学スキル』（さくら舎）2012
- 『人生で大切なことはすべて哲学と彼女が教えてくれた。』中経出版 2012
- 『図解世界一わかりやすいキリスト教』中経出版 2012
- 『誰でも簡単に幸せを感じる方法はアランの『幸福論』に書いてあった』中経出版 中経の文庫 2012
- 『眠れないほどおもしろい哲学の本』三笠書房 王様文庫 2012
- 『一生に一度は考えたい33の選択』WAVE出版 2013
- 『どこから覚えていいかわからない人のための日本史のオキテ55』KADOKAWA 2013
- 『考える力が身につくディープな倫理』KADOKAWA 2014
- 『ざっくりわかる日本史の授業』三笠書房 王様文庫 2014
- 『図解で読みとく世界の名著60 読破できない難解な本がわかる本』ダイヤモンド社 2019

### テレビ番組本
- 『お厚いのがお好き?』 （扶桑社、2004年）
- 『なおかつ、お厚いのがお好き?』 （扶桑社、2004年）

いずれも2010年に文庫化。